# Margarornis stellatus
Margarornis stellatus là một loài chim trong họ Furnariidae.